# Natália Falavigna
Natália Falavigna Silva, née le 9 mai 1984 à Maringá est une taekwondoïste brésilienne. Elle a obtenu la médaille de bronze lors des Jeux olympiques d'été de 2008 dans la catégorie des plus de 67 kg. Aux Jeux d'Athènes en 2004, elle avait fini quatrième.
Falavigna est également montée plusieurs fois sur le podium des Championnats du monde (médaille d'or en 2005 et médaille de bronze en 2001, 2007 et 2009).